# Grentzingen (Luksemburg)
Grentzingen (lb. Grenzen) – wieś (Uertschaft) w środkowym Luksemburgu, w kantonie Diekirch, w gminie Ettelbruck. Do 3 października 2015 miejscowość leżała w dystrykcie Diekirch. Wieś zamieszkuje 7 osób (1 stycznia 2023).